# Рысюк, Илья Григорьевич
Илья Григорьевич Рысюк (1921-1945) — младший сержант Рабоче-крестьянской Красной Армии, участник Великой Отечественной войны, Герой Советского Союза (1945).

## Биография
Илья Рысюк родился 15 мая 1921 года в селе Соколовка (ныне — Ярмолинецкий район Хмельницкой области Украины). После окончания семи классов школы работал в колхозе. В начале Великой Отечественной войны оказался в оккупации, воевал в составе партизанского отряда. После освобождения в феврале 1944 года Рысюк был призван на службу в Рабоче-крестьянскую Красную Армию и направлен в действующую армию.
К январю 1945 года гвардии младший сержант Илья Рысюк командовал стрелковым отделением 1-го мотострелкового батальона 17-й гвардейской механизированной бригады 6-го гвардейского механизированного корпуса 4-й танковой армии 1-го Украинского фронта. Отличился во время освобождения Польши. В ночь с 24 на 25 января 1945 года отделение Рысюка одним из первых переправилось через Одер в районе Кёбена и приняло активное участие в боях за захват и удержание плацдарма на его западном берегу. 30 января 1945 года Рысюк погиб в бою. Похоронен в братской могиле в деревне Кемблув Нижнесилезского воеводства Польши.
Указом Президиума Верховного Совета СССР от 10 апреля 1945 года за «мужество и героизм, проявленные при форсировании Одера и в боях на плацдарме» гвардии младший сержант Илья Рысюк посмертно был удостоен высокого звания Героя Советского Союза. Также был награждён орденом Ленина и медалью.